# 꽃 피던 그해 달빛
《꽃 피던 그해 달빛》(중국어 간체자: 那年花开月正圆, 정체자: 那年花開月正圓, 병음: Nà nián huā kāi yuè zhèng yuán 나녠화카이웨정위안[*])은 2017년 방송되었던 중국의 드라마이다.

## 소개
청나라 말기, 우여곡절 끝에 산시성의 갑부가 되는 철의 여인 '주영'의 파란만장한 일대기를 그린 드라마

## 등장 인물
- 쑨리 - 주영 역
- 천샤오 - 심성이 역
- 허룬둥 - 오빙 역
- 임중 (任重) - 조백석 역
- 후싱얼 - 호영매 역
- 사군호 (謝君豪) - 심사해 역
- 이해 (李解) - 심월생 역
- 위하오밍 (俞灏明) - 두명례 역
- 류페이치 - 주노사 역
- 이택봉 - 왕세균 역
- 장신광 (Morni Chang) - 오위문 역
- 청치 (曾淇) - 오의 역